# Йонна Сундлінг
Йонна Патриція Марі Сундлінг (швед. Jonna Patricia Marie Sundling) — шведська лижниця, олімпійська чемпіонка, чотириразова чемпіонка світу.

## Виступи на Олімпійських іграх
| Рік  | Вік | 10 км | Скіатлон 15 км | 30 км мас-старт | Спринт | Естафета 4 × 5 км | Команднй спринт |
| ---- | --- | ----- | -------------- | --------------- | ------ | ----------------- | --------------- |
| 2022 | 27  | —     | —              | —               | Золото | Бронза            | Срібло          |

## Чемпіонат світу
- 2 медалі – (2 золота)

| Рік  | Місто                       | Вільний стиль | Скіатлон | Класика | Спринт | Естафета 4×10 км | Командний спринт |
| ---- | --------------------------- | ------------- | -------- | ------- | ------ | ---------------- | ---------------- |
| 2019 | Зеефельд-ін-Тіроль, Австрія | —             | —        | —       | 4      | —                | —                |
| 2021 | Оберстдорф, Німеччина       | —             | —        | —       | Золото | 6                | Золото           |

Дві золоті медалі Сундлінг виборола на світовій першості 2021 року, що проходила в німецькому Оберстдорфі. Вона виграла спринт та командний спинт, у якому її партнеркою була Мая Дальквіст.